# Mosasaurus
A Mosasaurus (magyarul: „Meuse folyó gyíkja”) a hüllők (Reptilia) osztályának pikkelyes hüllők (Squamata) rendjébe, ezen belül a Scleroglossa alrendjébe és a moszaszaurusz-félék (Mosasauridae) családjába tartozó nem.

## Tudnivalók
A Mosasaurus-fajok vízben élő, ragadozó életmódú őshüllők voltak. A késő kréta kor maastrichti nevű korszakában éltek, körülbelül 70-66 millió évvel ezelőtt. Maradványaikat Nyugat-Európában és Észak-Amerikában találták meg. Családjának az elsőként felfedezett neme és egyben a névadó típusneme is.

## Rendszerezés
A nembe az alábbi 4 elfogadott faj tartozik:
- Mosasaurus conodon Cope, 1881
- Mosasaurus hoffmannii Mantell, 1829 - típusfaj
- Mosasaurus lemonnieri Dollo, 1889
- Mosasaurus missouriensis (Harlan, 1834)

A fenti négy elfogadott faj mellett számon tartják a következőket is: a marokkói és szíriai M. beaugei-t, az új-zélandi M. mokoroa-t, és a Japánból származó M. hobetsuensis-t és M. prismaticus-t. Ezek a feltételezett fajok, melyek csak igen töredékes állapotban kerültek elő és méretben kisebbek, nagyon hasonlítanak a M. conodon-ra. Hogy önálló és elfogadott fajokká nyilvánítsák, további kutatások szűkségesek.
Az alábbi taxon nevek vagy át lettek sorolva más nemekbe, vagy a fentiek szinonimájává váltak:
- M. copeanus Marsh, 1869 = Plioplatecarpus depressus
- M. crassidens Marsh, 1870
- M. dekayi Bronn, 1838 = M. hoffmannii[1]
- M. flemingi Wiffen, 1990
- M. gaudryi Dollo, 1889
- M. gracilis Owen, 1850,[2][3] manapság a Russellosaurinába tartozik.[4]
- M. hardenponti
- M. horridus Williston, 1895
- M. iguanavus (Cope, 1868)
- M. ivoensis Persson, 1963
- M. johnsoni (Mehl, 1930)
- M. lonzeensis Dollo, 1904
- M. lundgreni (Schröder, 1885)
- M. mangahouangae (Wiffen, 1980)
- M. meirsii Marsh, 1869
- M. neovidii von Meyer, 1845
- M. scanicus Schröder, 1885

## Fordítás
Ez a szócikk részben vagy egészben  a   Mosasaurus című angol Wikipédia-szócikk ezen változatának fordításán alapul.  Az eredeti cikk szerkesztőit annak laptörténete sorolja fel. Ez a jelzés csupán a megfogalmazás eredetét és a szerzői jogokat jelzi, nem szolgál a cikkben szereplő információk forrásmegjelöléseként.